# Distretto di Chiang Khan
Il distretto di Chiang Khan (in thailandese: เชียงคาน) è un distretto (amphoe) della Thailandia, situato nella provincia di Loei.